# Червоное (Генический район)
Червоное (укр. Червоне, до 2016 г. — Червонопрапорное) — село в Генической городской общине Генического района Херсонской области Украины.
Население по переписи 2001 года составляло 679 человек. Почтовый индекс — 75517. Телефонный код — 5534. Код КОАТУУ — 6522187501.

## История
В 1946 году указом ПВС УССР населённый пункт участок 6-й переименован в село Червонопрапорное.

## Местный совет
75517, Херсонская обл., Генический р-н, с. Червоное, ул. Ленина, 11